# Енн
Енн, Анн, Анне — жіноче, рідше чоловіче ім'я, в латинських мовах Anne є формою жіночого імені Anna.
Відомі носії:
- Анне Аалонен — гонконгзька тенісистка
- Енн Арчер — американська акторка
- Енн Бенкрофт:
  - Енн Бенкрофт — американська акторка, режисерка, сценаристка та співачка (1931-2005)
  - Енн Бенкрофт — американська письменниця і дослідниця
- Енн Бакстер — американська акторка
- Енн Бонні — піратка ірландського походження, що діяла на Карибах на початку XVIII століття
- Анне Вєскі — естонська співачка
- Енн Вілсон — американська співачка
- Енн Гатчінсон — учасниця Антиномічної суперечки
- Енн Гейч — американська акторка
- Енн Гетевей — американська акторка та співачка
- Анн Голон — французька письменниця
- Енн Друян — американська сценаристка і продюсерка
- Енн Данем — американська антропологиня, мати Барака Обами
- Енн Дудек — американська акторка
- Енн Епплбом — польсько-американська історикиня, письменниця і журналістка
- Анн Ідальго — французька політик, мер Парижа
- Енн Карсон — канадська поетеса
- Енн Кеотавонг — британська тенісистка
- Анн Косіньї — французька акторка
- Анн Лінде — шведський політик
- Анн Л'Юйє — французька науковиця в галузі фізики, лауреатка Нобелівської премії 2023 року
- Енн Маккефрі — американо-ірландська фантастка
- Енн-Маргрет — шведсько-американська акторка
- Енн Міллер — американська акторка і танцівниця
- Енн Міра — американська акторка
- Енн Морроу Ліндберг — американська письменниця та льотчиця
- Енн Мюррей — канадська співачка
- Анна Невіл — королева Англії, дружина короля Річарда III
- Анне Софі фон Оттер — шведська оперна співачка
- Анн Парійо — французька акторка
- Енн Райс — американська письменниця
- Енн Ревір — американська акторка
- Енн Редкліфф — англійська письменниця
- Енн Рейнкінг — американська танцівниця, хореографка
- Енн Річардс — американський політик
- Енн Ромні — американська політична діячка
- Енн Салліван — американська педагогиня, вчителька сліпоглухої Гелен Келлер
- Енн Секстон — американська поетка й письменниця
- Енн Сеймур Деймер —  англійська скульпторка
- Енн Сотерн — американська акторка
- Анн Іларіон граф де Турвіль — французький адмірал, маршал Франції
- Анн-Робер-Жак Тюрго — французький економіст і політик
- Анн Фонтен — Французька кінорежисерка і сценаристка
- Енн Френсіс — американська акторка
- Енн Шедін — американська акторка
- Енн Ширлі — американська акторка